# Ринк, Пауло
Па́уло Робе́рто Ринк (нем. Paulo Roberto Rink; 21 февраля 1973, Куритиба, Бразилия) — немецкий футболист бразильского происхождения, провёл 13 игр в составе национальной сборной, участник Кубка конфедераций 1999 и чемпионата Европы 2000.

## Карьера

### Клубная
Ринк начал профессиональную карьеру в бразильском клубе «Атлетико Паранаэнсе». В 1997 году он перешёл в леверкузенский «Байер» за 6 млн долларов, что стало рекордным трансфером в истории бразильского клуба. В «Байере» Ринк провёл четыре сезона, и эти годы стали наиболее успешными в его карьере, именно в этот период он привлекался в национальную сборную. После «Байера» Ринк играл в ряде немецких и кипрских клубов, а также в одном нидерландском и ещё в одном южнокорейском, не задерживаясь в большинстве из них дольше чем на один сезон. Завершил свою карьеру Ринк в 2007 году, в своём родном клубе «Атлетико Паранаэнсе».

### В сборной
Прадед Ринка эмигрировал в Бразилию из немецкого Хайдельберга в 1904 году, поэтому Ринк смог получить немецкое гражданство, и был приглашён в сборную Германии, став первым натурализованным бразильцем в истории немецкой сборной. В составе национальной сборной Пауло Ринк дебютировал 2 сентября 1998 года в матче со сборной Мальты. Всего он провёл 13 матчей за сборную, в том числе был участником Кубка конфедераций 1999 и чемпионата Европы 2000.